# فونولوسا
فونولوسا (به اسپانیایی: Fonollosa) یک منطقهٔ مسکونی در اسپانیا است که در باگیس واقع شده‌است. فونولوسا ۵۱٫۷ کیلومتر مربع مساحت دارد.